# Veneta
Veneta és una població dels Estats Units a l'estat d'Oregon. Segons el cens del 2000 tenia 2.755 habitants.

## Demografia
Segons el cens del 2000, Veneta tenia 2.755 habitants, 966 habitatges, i 732 famílies. La densitat de població era de 399,9 habitants per km².
Dels 966 habitatges en un 43,7% hi vivien nens de menys de 18 anys, en un 56,7% hi vivien parelles casades, en un 13,3% dones solteres, i en un 24,2% no eren unitats familiars. En el 18,4% dels habitatges hi vivien persones soles el 6,3% de les quals corresponia a persones de 65 anys o més que vivien soles. El nombre mitjà de persones vivint en cada habitatge era de 2,85 i el nombre mitjà de persones que vivien en cada família era de 3,23.
Per edats la població es repartia de la següent manera: un 33% tenia menys de 18 anys, un 7,7% entre 18 i 24, un 30,5% entre 25 i 44, un 21,3% de 45 a 60 i un 7,5% 65 anys o més.
L'edat mediana era de 33 anys. Per cada 100 dones de 18 o més anys hi havia 93,2 homes.
La renda mediana per habitatge era de 37.326$ i la renda mediana per família de 40.909$. Els homes tenien una renda mediana de 33.897$ mentre que les dones 18.730$. La renda per capita de la població era de 16.239$. Aproximadament l'11,4% de les famílies i el 9,7% de la població estaven per davall del llindar de pobresa.

## Poblacions més properes
El següent diagrama mostra les poblacions més properes.